# Corpus statutorum italicorum
I volumi della collana Corpus statutorum italicorum (identificata anche con la sigla CSI) contengono fonti legislative medievali italiane e furono pubblicati tra il 1912 e il 1946.

## Storia editoriale
Il progetto ebbe inizio nel 1906, quando Pietro Sella (1882-1971), nipote di Quintino Sella, presentò un piano di pubblicazione dei più importanti statuti dei comuni italiani dei secoli XIII e XIV.
Dopo un infruttuoso tentativo di coinvolgere l'Istituto Storico Italiano, nel 1912 Sella iniziò a pubblicare in proprio la collana del Corpus Statutorum Italicorum con l'editore "E. Loescher e Co." di Roma. Tra il 1912 e il 1916 furono pubblicati nove volumi. Erano indicati come in preparazione anche gli statuti di Savona, di Venezia, di Cortona, di Milano (statuti del 1396 curati da Alessandro Lattes), un volume con gli statuti di Bellano, Mandello del Lario e di Capriasca, un secondo volume degli statuti del Lago Maggiore e della Val d'Ossola. Lo scoppio della prima guerra mondiale interruppe però le pubblicazioni.
Dal 1927 il progetto riprese con l'editore Ulrico Hoepli; in una recensione dell'epoca era indicato il passaggio della collana sotto il controllo dell'Accademia dei Lincei, forse sulla base di trattative poi non andate a buon fine. Emilio Anderloni (1879-?), già autore di diverse edizioni, assunse un ruolo maggiore e affiancò Sella nella direzione dal volume n. 11.
Nel 1932 fu stampato un volume con gli statuti di Bellano e di Mandello che, come indicato da Anderloni nella premessa, non era parte della collana, ma ne costituiva un complemento. Era stato voluto da alcuni amici come ricordo per i suoi 25 anni di attività notarile. L'edizione dei due statuti era stata curata «molti anni or sono» rispettivamente da Anderloni e da Vittorio Adami; furono dati alle stampe frettolosamente, tanto che fu necessaria «una lunga errata corrige».
Nel 1933, dopo la realizzazione del volume n. 16, ci fu un nuovo arresto del progetto; in seguito Sella cercò aiuto dal Senato per poter continuare.
La collana si concluse definitivamente con i nn. 22 e 18 completati rispettivamente nel 1945 e nel 1946; i volumi nn. 17, 19 e 20 non vennero realizzati. Enrico Besta e Gian Piero Bognetti cercarono di realizzare un nuovo Corpus Statutorum sempre con l'editore A. Giuffrè, ma vennero stampati solo tre volumi tra il 1952 e il 1954.

## Volumi

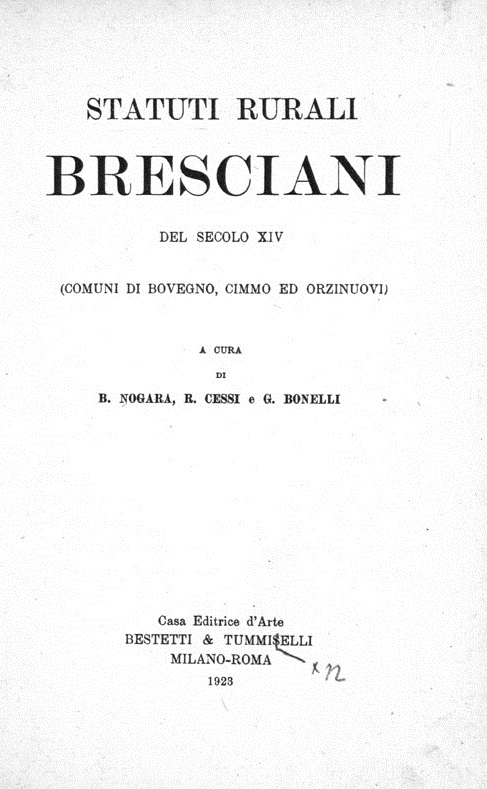
B. Nogara, R. Cessi e G. Bonelli, Statuti rurali bresciani del secolo XIV, 1923

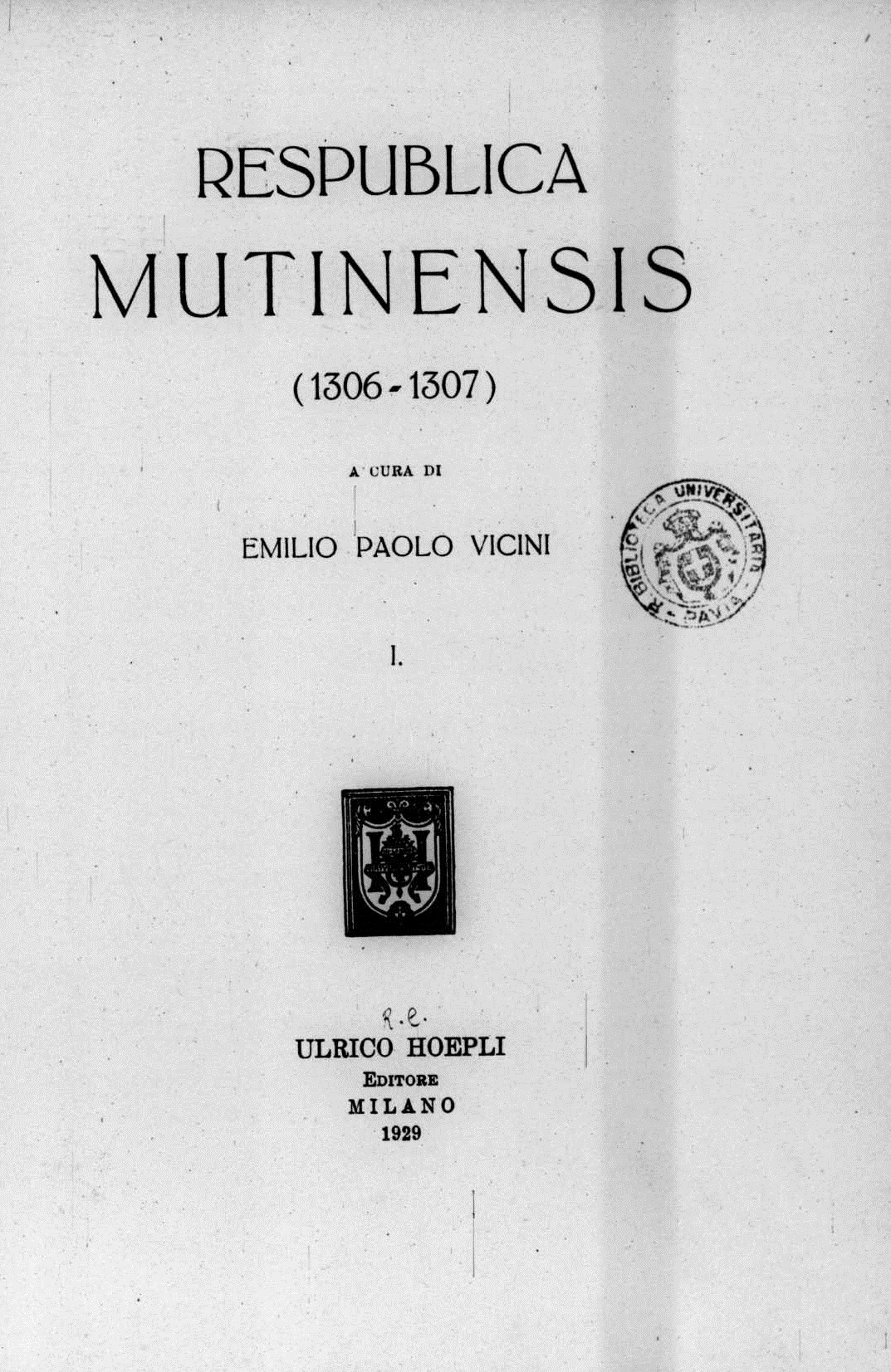
Emilio Paolo Vicini, Respublica Mutinensis, 1929

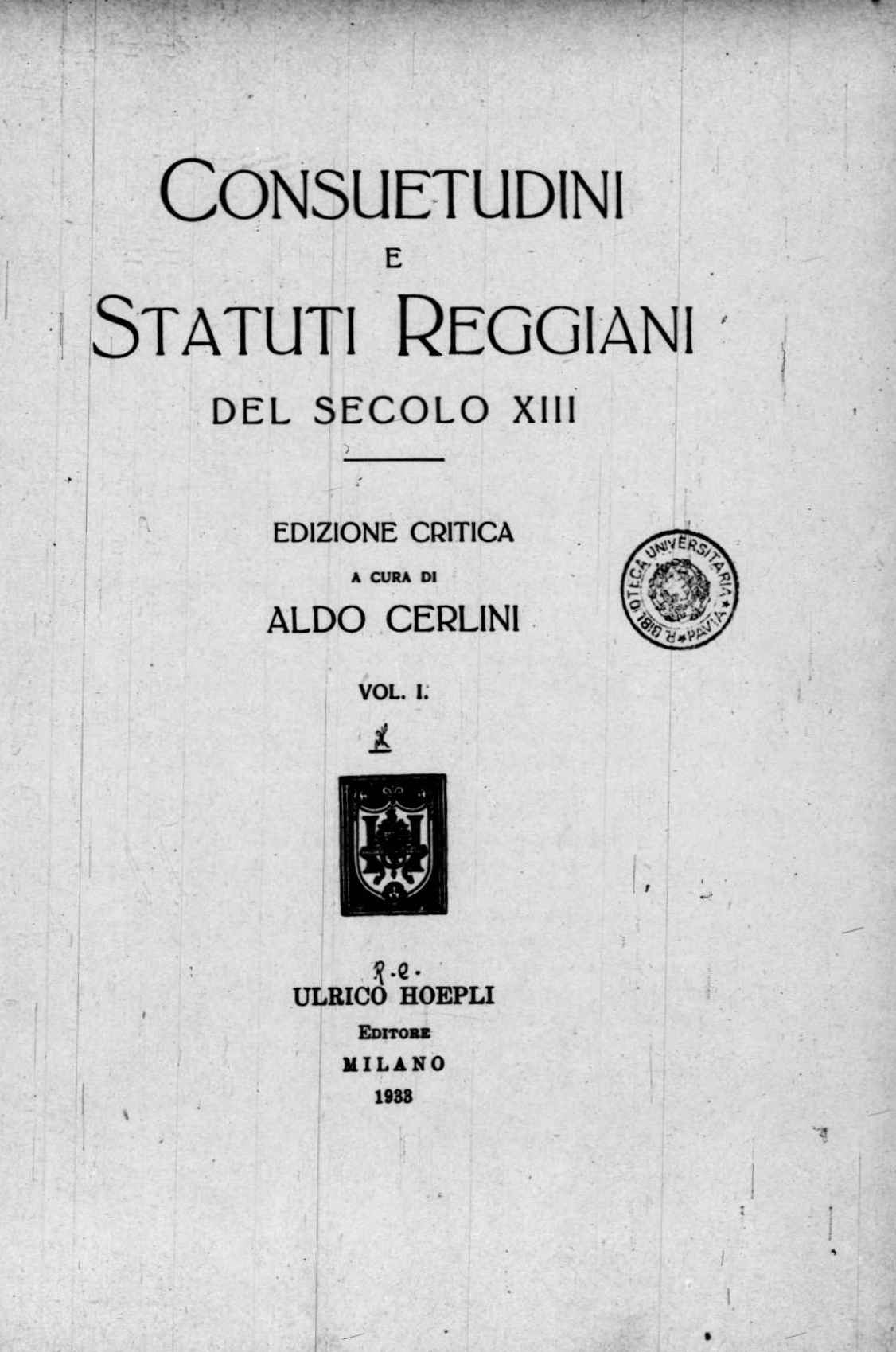
Aldo Cerlini, Consuetudini e Statuti reggiani del secolo XIII, 1933

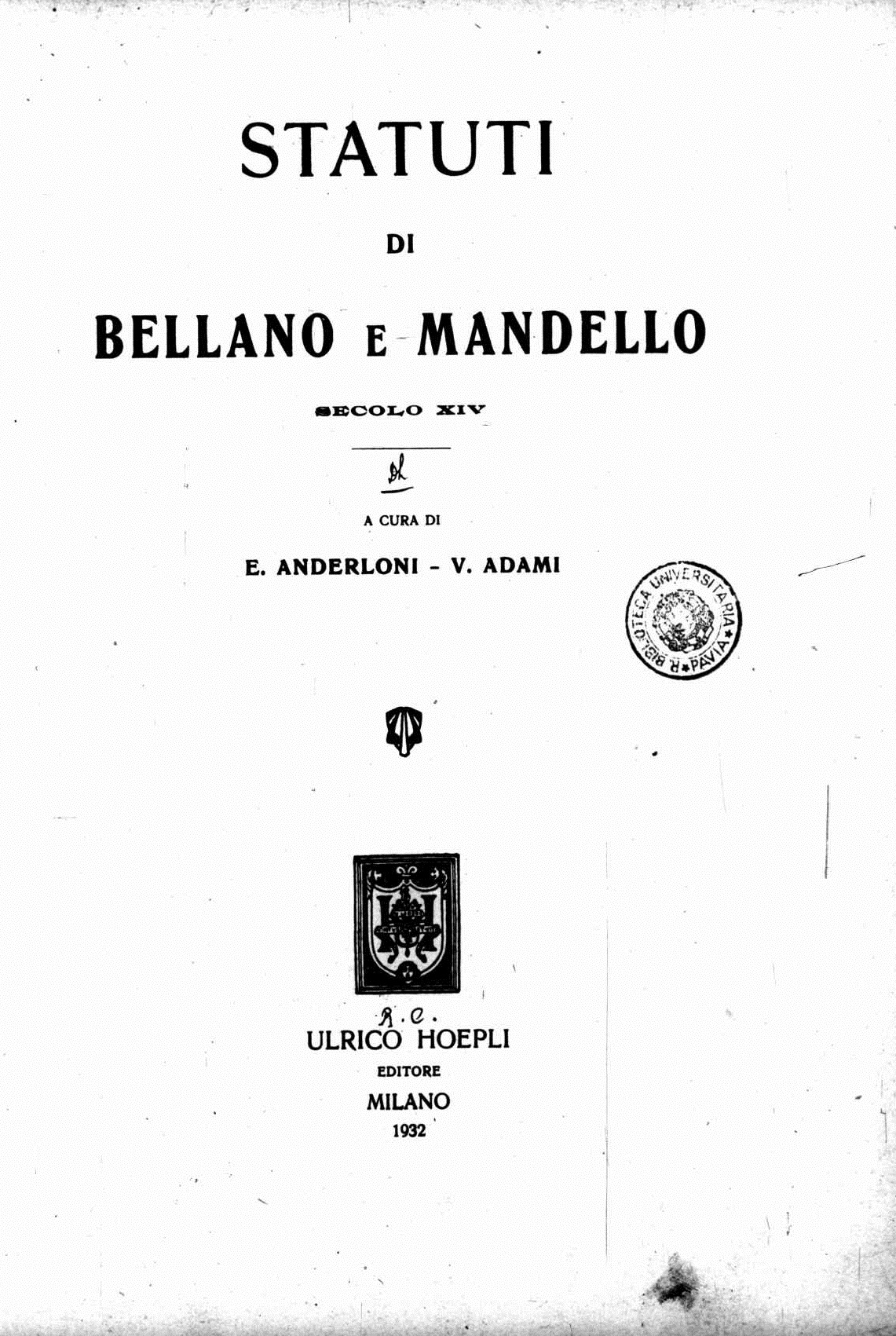
Statuti di Bellano e Mandello secolo XIV, 1932

Per ogni volume sono indicate le relative località.
1. Pietro Sella (a cura di), Costituzioni egidiane dell'anno MCCCLVII, Roma, E. Loescher e Co., 1912, SBN PUV0504900.[13]
  - Costituzioni egidiane -  Online, su BEIC.
2. Quinto Santoli, Albano Sorbelli e Ferdinando Jacobi (a cura di), Statuti dell'Apennino tosco-modenese, secoli XIII-XIV, Roma, E. Loescher e Co., 1913, SBN CUB0616430.[14]
  - Sambuca Pistoiese: Statuti della Sambuca del 1291 -  Online, su BEIC.
  - Frignano: Statuti del Frignano del 1337-38 -  Online, su BEIC.
3. Emilio Anderloni (a cura di), Statuti dei laghi di Como e di Lugano del sec. XIV, vol. 1, Roma, E. Loescher e Co., 1913, SBN PUV0504724.[15]
  - Averara e Val Taleggio: Statuti di Averrara e Val Taleggio degli anni 1313 e 1368 -  Online, su BEIC.
  - Dervio e Corenno: Statuti di Dervio e Corenno dell'anno 1389 -  Online, su BEIC.
  - Valsassina: Statuti della Valsassina dell'anno 1388 -  Online, su BEIC.
4. Giustiniano Degli Azzi (a cura di), Statuti di Perugia dell'anno MCCCXLII, vol. 1, Roma, E. Loescher e Co., 1913, SBN CAG0068890.[16]
  - Perugia: Statuti di Perugia dell'anno 1342: libri I e II -  Online, su BEIC.
5. Evelina Rinaldi (a cura di), Statuto di Forlì dell'anno MCCCLIX con le modificazioni del MCCCLXXIII, Roma, E. Loescher e Co., 1913, SBN PUV0504645.[17]
  - Forlì: Statuto di Forlì dell'anno 1359 con le modificazioni del 1373 -  Online, su BEIC.
6. Emilio Anderloni e Pietro Sella (a cura di), Statuti del Lago Maggiore e della Val d'Ossola del secolo XIV, vol. 1, Roma, E. Loescher e Co., 1914, SBN PUV0489315.[18]
  - Castelletto sopra Ticino: Statuto di Castelletto Ticino dell'anno 1340 -  Online, su BEIC.
  - Arona: Statuto di Arona del secolo XIV -  Online, su BEIC.
  - Invorio, Paruzzario e Montregiasco: Statuto di Invorio Inferiore, Paruzzario e Montregiasco dell'anno 1366 -  Online, su BEIC.
  - Vergante, Lesa e Meina: Statuto del Vergante, Lesa e Meina dell'anno 1389 -  Online, su BEIC.
  - Intra, Pallanza e Vallintrasca: Statuto di Intra, Pallanza e Vallintrasca dell'anno 1393 -  Online, su BEIC.
7. Angiolo Latini (a cura di), Statuti della Valdelsa dei secoli XIII-XIV, vol. 1, Roma, E. Loescher e Co., 1914, SBN PUV0504768.[19]
  - Lega di Gambassi: Statuto della lega di Gambassi del secolo XIV -  Online, su BEIC.
  - Lega di Chianti: Statuto della lega di Chianti del 1384 -  Online, su BEIC.
  - Lega di San Piero in Mercato: Statuto della lega di S. Piero in Mercato del 1398 -  Online, su BEIC.
8. Emilio Anderloni e Attilio Lazzati (a cura di), Statuti dei laghi di Como e di Lugano dei sec. XIII e XIV, vol. 2, Roma, E. Loescher e Co., 1915, SBN PUV0504730.[20]
  - Lecco: Statuti di Lecco del secolo XIV -  Online, su BEIC.
  - Valassina: Statuti di Vallassina dell'anno 1343 -  Online, su BEIC.
  - Campione d'Italia: Statuti di Campione dell'anno 1266 -  Online, su BEIC.
  - Valsolda: Statuti di Valsolda dell'anno 1246 riformati nell'anno 1388 -  Online, su BEIC.
  - Porlezza e Osteno: Statuti di Porlezza ed Osteno 1338 -  Online, su BEIC.
9. Giustiniano Degli Azzi (a cura di), Statuti di Perugia dell'anno MCCCXLII, vol. 2, Roma, E. Loescher e Co., 1916, SBN CAG0068892.
  - Perugia: Statuti di Perugia dell'anno 1342: libri III e IV
10. Bartolomeo Nogara, Roberto Cessi e Giuseppe Bonelli (a cura di), Statuti rurali bresciani del secolo XIV (Bovegno, Cimmo ed Orzinuovi), Milano, U. Hoepli, 1927, SBN MIL0092778.[21]
  - Bovegno: Statuti di Bovegno dell'anno 1341 -  Online, su BEIC.
  - Cimmo: Statuti di Cimmo dell'anno 1372 -  Online, su BEIC.
  - Orzinuovi: Statuti di Orzinuovi dell'anno 1341 -  Online, su BEIC.
11. (Nuova Serie 1)  Emilio Paolo Vicini (a cura di), Respublica mutinensis (1306-1307), vol. 1, Milano, U. Hoepli, 1929, SBN CAG0068901.[22]
  - Modena: Respublica mutinensis 1306-1307 -  Online, su BEIC.
12. (Nuova Serie 2)  Enrico Carusi e Pietro Sella (a cura di), Statuti di Udine del secolo XIV, Milano, U. Hoepli, 1930, SBN CAG0068906.
  - Udine: Statuti di Udine del secolo XIV
13. (Nuova Serie 3)  Serafino Gaddoni (a cura di), Statuti di Imola del secolo XIV, vol. 1, Milano, U. Hoepli, 1931, SBN CAG0068912.[23]
  - Imola: Statuti della città di Imola del 1334 -  Online, su BEIC.
14. (Nuova Serie 4)  Emilio Paolo Vicini (a cura di), Respublica mutinensis (1306-1307), vol. 2, Milano, U. Hoepli, 1932, SBN CAG0068902.[24]
  - Modena: Anno 1306 -  Online, su BEIC. Anno 1307 -  Online, su BEIC.
15. (Nuova Serie 5)  Carlo Guido Mor (a cura di), Statuti della Valsesia del sec. XIV, Milano, U. Hoepli, 1932, SBN LO10559537.
  - Valsesia
  - Borgosesia
  - Crevola Sesia
  - Quarona
16. (Nuova Serie 6)  Aldo Cerlini (a cura di), Consuetudini e Statuti reggiani del secolo XIII, vol. 1, Milano, U. Hoepli, 1933, SBN MIL0535316.[25]
  - Reggio nell'Emilia: Consuetudini di Reggio Emilia (1242-1311) -  Online, su BEIC. Statuti sui danni alle proprietà rurali 1257 -  Online, su BEIC. Statuti di Reggio Emilia nella compilazione del 1265 -  Online, su BEIC.
17. non pubblicato
18. (Nuova Serie 8)  Adalgiso De Regibus (a cura di), Statuti del lago d'Orta del secolo XIV, Milano, A. Giuffrè, 1946, SBN CAG0068907.
  - Riviera
  - Isola
  - Omegna
  - Gozzano
19. non pubblicato
20. non pubblicato
21. (Terza Serie 1)  Carlo Guido Mor (a cura di), Statuti di Predappio dell'anno 1383, Roma, Istituto poligrafico dello Stato, 1941, SBN RML0107960.
  - Predappio: Statuti di Predappio dell'anno 1383
22. (Terza Serie 2)  Aldo Lusardi e Enrico Besta (a cura di), Statuta Veglae, Milano, A. Giuffrè, 1945, SBN MIL0203902.
  - Veglia

### Complemento
1. Emilio Anderloni e Vittorio Adami (a cura di), Statuti di Bellano e Mandello secolo XIV, Milano, U. Hoepli, 1932, SBN LO10484858.[26]
  - Bellano: Statuti di Bellano dell'anno 1370 -  Online, su BEIC.
  - Mandello del Lario: Statuti di Mandello del secolo XIV -  Online, su BEIC.

Nonostante sia indicato esplicitamente come non appartenente alla collana, è considerato come volume 17 da alcune biblioteche.